# Exposición Internacional de París (1947)
La Exposición Internacional de la Vivienda y el Urbanismo de París de 1947 tuvo lugar del 10 de julio al 15 de agosto de dicho año en el Grand Palais y el parque Cours la Reine de la ciudad francesa de París y estuvo organizada entre la Oficina Internacional de Exposiciones y el Ministerio de Reconstrucción y Urbanismo.
Esta exposición internacional especializada tuvo como tema el urbanismo y contó con la participación de 14 países europeos.